# レッド・ヴェルヴェット・ケーキ
レッド・ヴェルヴェット・ケーキ(red velvet cake)は、伝統的にレッド（赤）、レッドブラウン（赤茶）、クリムゾン（緋色）、マホガニー（赤褐色）、マルーン（栗色）などの色合いのレイヤー・ケーキである。レイヤー（層）として、白いクリームチーズかアーミン・アイシングと呼ばれるバタークリームが挟まれる。現代のレッド・ヴェルヴェット・ケーキはふつう赤い人工着色料が使われている。もともとは、ダッチプロセス（アルカリの添加）前のココア豆に含まれる豊富なアントシアニンの発色によって色をつけていた。
バターミルク、バター、ココア、ビネガー、フラワーが材料としてよく使われる。また、着色料の代わりにビートルートのような赤い食材で色をつける場合もある。

## 歴史
ヴェルヴェット・ケーキの発祥はヴィクトリア朝時代に遡ると考えられている。この時代にこのケーキはちょっと変わったデザートとしてふるまわれていた。客は「ヴェルヴェット」という言葉を聞いて、それがクラムケーキをもっと柔らかで、なめらかな口当たりにした菓子だと考えたことだろう。同じ時代には、いわゆるデビルズフードケーキも考案されており、これがヴェルヴェット・ケーキの原型だと考える人もいる。この二つの違いは、前者がチョコレートを使うのに対し、後者はココアを使うという点である。
第二次世界大戦中に食料が配給制になった時期には、職人たちはビーツ(ビートルート)を絞った汁を煮詰めて、ケーキの色を鮮やかにしようとすることもあった。レッド・ヴェルヴェット・ケーキのレシピとしても、材料としてこのビーツを含んでいるものがある。ケーキ生地のつなぎや水分を保つために使われており、現代でも使われることがある。テキサス州のアダムス・エクストラクト社は、大恐慌時代のアメリカの各家庭にレッド・ヴェルヴェット・ケーキを紹介したと言われている。この会社は、スーパーの店頭にポスターを貼ったり、1枚ずつ切り取って持ち帰れるレシピカードを導入したりして、食紅や各種のフレイバーをいち早く販売したのである。このケーキとそのオリジナル・レシピは、ニューヨーク市の高級ホテル、ウォルドルフ＝アストリアのものが非常に有名であり、このホテルではウォルドルフ＝アストリア・ケーキという名称で提供している。しかし一般にこのケーキは、アメリカ南部の一部であると考えられている。昔からレッド・ヴェルヴェット・ケーキはフランス式に小麦粉とバターを炒めたルー（これをアーミン・アイシングともいう）が使われており、ふわりとしたとても軽い食感のケーキなのだが、つくるのにはだいぶ時間がかかる。そのためクリームチーズとバタークリームを使ったバージョンが人気となっている。

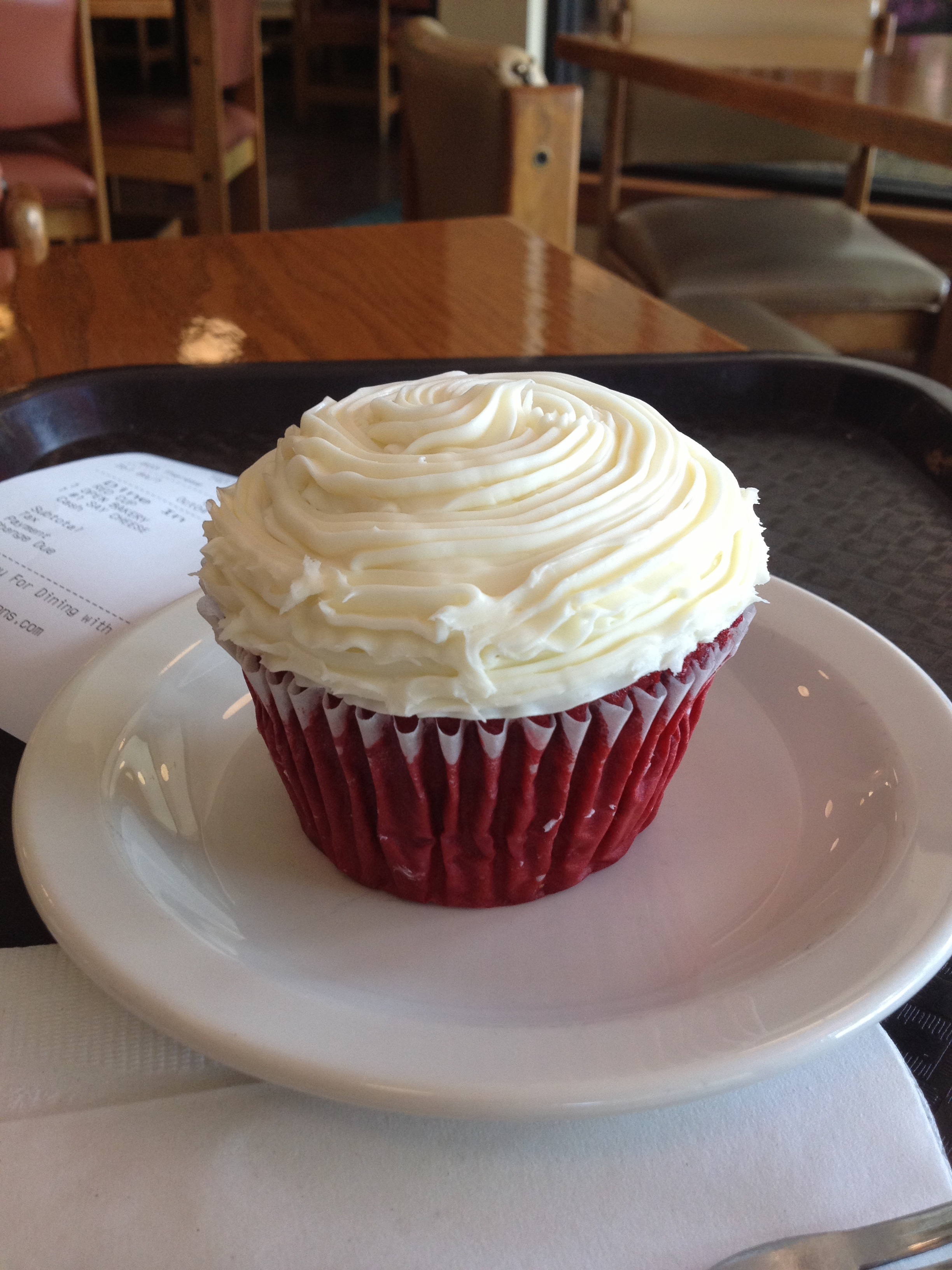
レッド・ヴェルヴェット・カップケーキ

カナダでもこのケーキはデザートとして有名であり、1940年代から1950年代にには百貨店のイートンズに入っている店やレストランのメニューに並んでいて、よく知られていた。イートンズだけのレシピだという触れ込みで、作り方を知る従業員はその口外を禁止されていたため、このケーキを発明したのはイートンズのオーナーであるフローラ・イートンだと間違える人がたくさんいた。
近年では、レッド・ヴェルヴェット・ケーキやカップケーキは、アメリカやヨーロッパ各国でたいへんな人気となっている。人気のきっかけは映画『マグノリアの花たち』において、アルマジロをかたどった花婿ケーキとしてレッド・ヴェルヴェット・ケーキが登場したことである。マンハッタンの「マグノリア・ベーカリー」は、1996年以来このケーキを販売している。この店は、1998年にオープンしたハーレムの「エイミー・ルース」のように南部の食文化をソウルフードとして提供する店として知られている。2000年には「ケーキ・マン・レイヴン」がこのケーキを専門的に手がける初めての店としてブルックリンにオープンしている。

## 材料

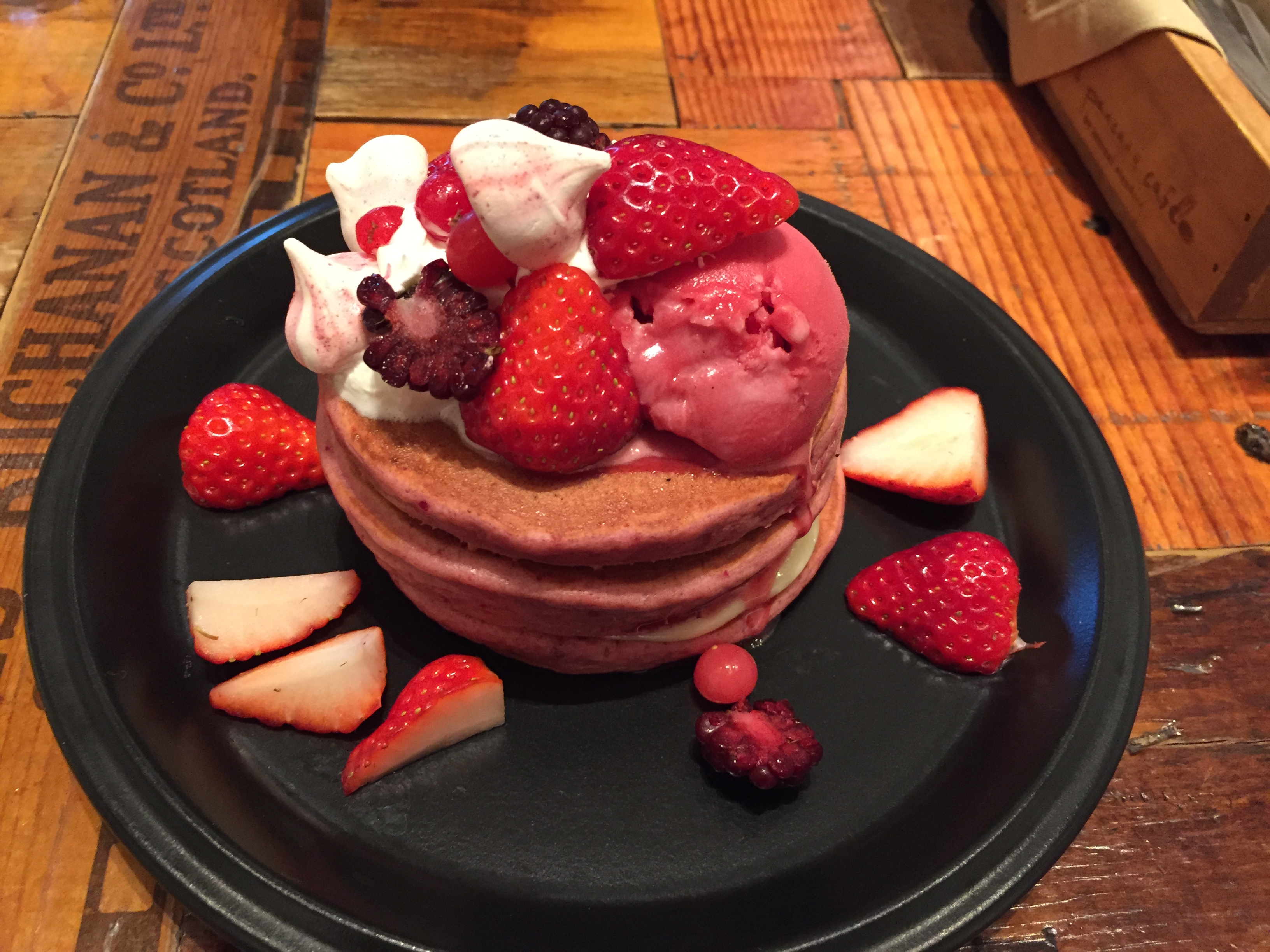
レッド・ヴェルヴェット・パンケーキ

ケーキに使われる材料は、時代や地域によって異なる。ジェームズ・バードの『アメリカの料理』（1972年）は、ショートニング、バター、植物油の量が異なる3つのレッド・ヴェルヴェット・ケーキを紹介している。酸性のビネガーとバターミルクを混ぜることで、ココア豆のアントシアニンが赤く発色するとともに、ケーキがしっとりとして軽い食感になる。この自然な色合いが、「レッド・ヴェルヴェット」や「デビルズ・フード」など、チョコレート・ケーキなどの名前の由来になったと考えられる。現代ではチョコレートもダッチプロセスを経ることが多く、アントシアニンの発色は起こりにくい。レッド・ヴェルヴェット・ケーキ本来の風味や見た目を再現するには、ビネガーと着色料を減らすかまったく入れず、ダッチプロセスを経ていないココア豆を使えば、希望通りの酸味や色合いをつくりだすことができる。

## バリエーション
レッド・ヴェルヴェット・ケーキそのもののバリエーションも多いが、レッド・ヴェルヴェットと冠した食べ物は無数にある。プロテイン、紅茶、ラテ、ポップ・タルト、ワッフル、アルコール飲料などであるし、味ではなく香りだけであれば、ろうそくや芳香剤にも使われている。